# 구도 고이치
구도 고이치(일본어: 工藤 孝一, 1909년 2월 4일 ~ 1971년 9월 21일)는 일본의 축구 선수이다.

## 지도자 경력
1942년 일본 국가대표팀 감독으로 선임되었다.